# Miss Amazonas 2017
Miss Amazonas 2017 foi a 62ª edição do tradicional concurso de beleza feminina do Estado, válido para o certame nacional de Miss Brasil 2017, único caminho para o Miss Universo. O concurso contou com a participação de dezoito (18) candidatas em busca do título que pertencia à modelo parintinense Brena Dianná. O certame é comandado à nove (9) anos pelo jornalista e cerimonialista Lucius Gonçalves, que este ano contou com a apresentação do jornalista Marcos Sabadini junto a Miss Amazonas 2015 Carol Toledo, com atração musical da Jazz Band Melody. O concurso se realizou no dia 16 de Maio em Manaus no Jevian Festas e Eventos e foi transmitido para todo o Estado no dia 20 pela Band Amazonas, na ocasião, sagrou-se campeã a manauara Juliana Soares.

## Resultados

### Colocações
| Posição                 | Município e Candidata                                                                                  |
| Vencedora               | - Manaus - Juliana Soares                                                                              |
| 2º. Lugar               | - Presidente Figueiredo - Sasha Souza                                                                  |
| 3º. Lugar               | - Manaus - Renata Assis                                                                                |
| 4º. Lugar               | - Manaus - Taila Araújo                                                                                |
| 5º. Lugar               | - Manaus - Aryanna Queiroz                                                                             |
| 6º. Lugar               | - Manaus - Beatriz Larrat                                                                              |
| (TOP 10) Semifinalistas | - Anamã - Talita Bastos - Iranduba - Estphanye Sena - Manaus - Evanny Viana - Manaus - Karolina Rangel |

### Classificação Automática
A vencedora desta categoria entrou automaticamente no Top 06: 
| Prêmio            | Município e Candidata                 |
| Miss Popularidade | - Presidente Figueiredo - Sasha Souza |

### Ordem dos Anúncios
| 1. Aryanna Queiroz 2. Beatriz Larrat 3. Renata Assis 4. Sasha Souza 5. Taila Araújo 6. Juliana Soares 7. Karolina Rangel 8. Talita Bastos 9. Estphanye Sena 10. Evanny Viana | 1. Sasha Souza 2. Aryanna Queiroz 3. Beatriz Larrat 4. Renata Assis 5. Taila Araújo 6. Juliana Soares |  |  |

## Resposta Final
Questionada pela pergunta final sobre o que mais gosta e o que menos gosta em si mesma, a vencedora respondeu:
| “ | Boa noite à todos! Boa noite jurados! Bom, o que eu mais gosto em mim é a minha força de vontade, a minha determinação e a minha disciplina. E o que eu menos gosto em mim é a minha exigência, muitas vezes eu sou muito exigente comigo mesma e acabo prejudicando a minha auto estima. Obrigada. | ” |

## Jurados

### Final
Ajudaram a eleger a vencedora:
1. Diana Bacelar, esteticista;
2. Ivan Moreira Filho, personal trainer;
3. Dr. José Maria Cabral Jr, cirurgião plástico;
4. Luilson Ferreira, diretor da LF Representações;
5. Ana Paula Machado Andrade, presidente da AADS;
6. Cíntia Cardoso, odontóloga, esteticista e professora;
7. Adriane Daniele, produtora e representante do Miss Brasil;
8. Roberto y Plá, diretor nacional de eventos da Band;
9. Dr. Ilner Souza e Souza, médico dermatologista;
10. Maurício Rafael, nutricionista e professor;
11. Alex Rodrigues, empresário;
12. Layanna Feitoza, jornalista.

## Candidatas
Disputaram o título este ano: 
| - Anamã - Nayelle Almeida Ferreira - Anamã - Talita Bastos - Iranduba - Estphanye Sena Félix - Manaus - Amanda Gabryella - Manaus - Andressa Santinne - Manaus - Aryanna Queiroz Gomes | - Manaus - Beatriz Larrat - Manaus - Camila Sudário Alves - Manaus - Evanny Viana - Manaus - Jéssica Dabella - Manaus - Juliana Soares - Manaus - Karolina Rangel | - Manaus - Lorena Trindade - Manaus - Renata Assis - Manaus - Taila Araújo Sobreira - Manaus - Thaís Miranda - Presidente Figueiredo - Ágatha Carvalho - Presidente Figueiredo - Sasha Souza |

## Informações das Candidatas
Dados complementares das candidatas:
| Ágatha Carvalho Tem 18 anos e 1.68m de altura. É candidata ao título. Amanda Gabryella Tem 22 anos e 1.68m de altura. É estudante de dança. Andressa Santinne Tem 21 anos e 1.66m de altura. É estudante de Direito. Aryanna Queiroz Tem 22 anos e 1.72m de altura. É estudante de Ciências Biológicas. Beatriz Larrat Tem 24 anos e 1.73m de altura. É Bacharel em Administração. Camila Alves Tem 19 anos e 1.64m de altura. É estudante de Enfermagem. | Estphanye Félix Tem 21 anos e 1.70m de altura. Estuda Ciências da Informação. Evanny Viana Tem 21 anos e 1.65m de altura. É estudante de enfermangem. Jéssica Dabella Tem 22 anos e 1.54m de altura. É personal stylist. Juliana Soares Tem 23 anos e 1.74m de altura. É estudante de Educação Física. Karolina Rangel Tem 23 anos e 1.76m de altura. Estuda Medicina Veterinária. Lorena Trindade Tem 20 anos e 1.70m de altura. É estudante de Direito. | Nayelle Ferreira Tem 18 anos e 1.63m de altura. É estudante. Renata Assis Tem 27 anos e 1.72m de altura. É bacharel em Direito. Sasha Souza Tem 19 anos e 1.72m de altura. É estudante de Psicologia. Talita Bastos Tem 24 anos e 1.63m de altura. É professora de Educação Física. Thaís Miranda Tem 18 anos e 1.69m de altura. É estudante. Taila Sobreira Tem 22 anos e 1.73m de altura. É estudante de Administração. |

## Histórico

### Desistências
- Manaus - Andreza Lopes dos Santos

- Manaus - Maria Eduarda Brandão

- Manaus - Jennifer Santos

- Manaus - Juliana Malveira

- Manaus - Kamylla Costa

- Manaus - Karol Chagas

- Manaus - Thayane Carvalho

## Crossovers
Candidatas em outros concursos:

### Estadual
Miss Amazonas
- 2012: Manaus - Beatriz Larrat (Miss Destaque) [11]
  - (Representando a loja "Ótica Diniz")

### Outros
Rainha do Peladão
- 2012: Manaus - Juliana Soares (Vencedora) [12]
  - (Representando o ASA Futebol Clube)